# Saint-Quentin-sur-Coole

Saint-Quentin-sur-Coole este o comună în departamentul Marne, Franța. În 2009 avea o populație de 61 de locuitori.